# Crowning of Atlantis
Crowning of Atlantis es un álbum de canciones versionadas realizado por la banda de metal sinfónica Therion. En un principio se iba a realizar como un EP pero después fue realizado como un álbum de versiones, el cual contiene canciones en vivo del tour Vovin.

## Canciones
1. «Crowning of Atlantis» - 4:58
2. «Mark of Cain» - 5:01
3. «Clavicula Nox» (Remix) - 8:52
4. «Crazy Nights» (Loudness cover) - 3:43
5. «From the Dionysian Days» - 3:16
6. «Thor (The Powerhead)» (Manowar cover) - 4:47
7. «Seawinds» (Accept cover) - 4:23
8. «To Mega Therion» (En vivo) - 6:39
9. «The Wings of the Hydra» (En vivo) - 3:22
10. «Black Sun» (En vivo) - 5:46

## Créditos
- Christofer Johnsson - Vocales y guitarra líder
- Tommy Eriksson - Guitarra líder y rítmica
- Jan Kazda - Bajo y voces adicionales
- Wolf Simon - Batería (excepto en "Crowning of Atlantis")
- Sami Karppinen - Batería( en "Crowning of Atlantis")
- Waldemar Sorychta - Guitarras Adicionales

### Invitados
- Ralf Scheepers - Vocales en «Crazy Nights» y «Thor»
- Eileen Küpper - vocales en «Mark of Cain»
- Cossima Russo - vocales en «Mark of Cain»
- Angelica Märtz - vocales en «Mark of Cain»
- Martina Hornbacher - Soprano
- Sarah Jezebel Deva - Soprano
- Jochen Bauer - solo bass vocales en «Clavicula Nox»
- Jörg Braüker - solo tenor, vocales en «Clavicula Nox»

### Coros
- Eileen Kupper - soprano
- Angelike Maertz - soprano
- Anne Tributh - alto
- Joerg Braeuker - bajos
- Jochen Bauer - bajo

### Orquesta: Indigo
- Heike Haushalter - violin
- Petra Stalz - violin
- Monika Maltek - viola
- Gesa Hangen - chelo